# La guerre de Troie n'aura pas lieu
 (avril 2025).
La guerre de Troie n'aura pas lieu est une pièce de théâtre de Jean Giraudoux, jouée la première fois le 21 novembre 1935 au Théâtre de l'Athénée sous la direction et avec Louis Jouvet. Cette œuvre cherche à déchiffrer les motivations fratricides de la future Seconde Guerre mondiale, comme un avertissement. L'auteur y met en relief le cynisme des politiciens ainsi que leur manipulation des symboles et de la notion de droit. La pièce met en lumière le pacifisme de Giraudoux qui avait combattu en France et à la bataille des Dardanelles mais aussi sa lucidité devant « deux bêtises, celle des hommes et celle des éléments » (I, 1).

## Historique
Giraudoux, blessé à deux reprises durant la Première Guerre mondiale, est un ardent défenseur de la paix. Il écrit cette pièce relativement rapidement entre l'automne 1934 et juin 1935, alors que les dictatures montent en Europe et que la crise de 1929 continue de sévir, à l'aube de la Seconde Guerre mondiale. Dans cette pièce qui décrit la bêtise des hommes et leur obstination, Giraudoux fait un parallèle entre la situation dans l'Europe des années 1930 où tout le monde voit venir la guerre sans réellement réagir et la guerre de Troie dans l'Antiquité. Son œuvre se termine effectivement par l'inévitable guerre, reflet de la réalité.
La guerre de Troie n'aura pas lieu est créée par Louis Jouvet et sa troupe le 22 novembre 1935 au Théâtre de l'Athénée. Giraudoux a longtemps hésité sur le titre de la pièce avec Prélude des préludes et Préface à l'Iliade en raison de la longueur du titre initial, qui en définitive s'imposera.
- Mise en scène : Louis Jouvet
- Musique originale : Maurice Jaubert
- Scénographie : Mariano Andreu Estrany, Guillaume Monin
- Costumes : Guillaume Monin

Une prépublication de la pièce a eu lieu le 14 décembre 1935 dans la revue La Petite Illustration puis également dans La Revue de Paris avant d'être éditée en décembre 1935 par Bernard Grasset. Le livre a été traduit en anglais en 1963 par Christopher Fry avec le titre Tiger at the Gates (« Le tigre aux portes »). Le manuscrit est conservé au département des manuscrits de la Bibliothèque nationale de France. 

### Distribution des principaux rôles à la création
- Renée Falconetti : Andromaque
- Madeleine Ozeray : Hélène
- Paule Andral : Hécube
- Marie-Hélène Dasté : Cassandre
- Andrée Servilange : La Paix
- Odette Stuart : Iris
- Véra Pharès : La petite Polyxène
- Louis Jouvet : Hector
- Pierre Renoir : Ulysse
- Romain Bouquet : Demokos
- Robert Bogar : Priam
- José Noguero : Pâris
- Pierre Morin : Oiax
- Auguste Boverio : Busiris
- Maurice Castel : Le géomètre
- Bernard Lancret : Troïlus
- Jacques Terry : Olpidès
- Alfred Adam : Le gabier
- André Moreau : Abnéos

### Mises en scène notables
- 1962 : Jean Vilar lors du Festival d'Avignon; avec Christiane Minazzoli (Hélène), Daniel Ivernel (Hector), Jean-Louis Trintignant (Pâris)[7],[8]
- 1963 : Jean Vilar au Palais de Chaillot et lors du Festival d'Avignon
- 1971 : Jean Mercure lors du Festival d'Avignon puis au Théâtre de la Ville (1976); avec Anny Duperey (Hélène), José-Maria Flotats (Hector), Francine Bergé (Andromaque)
- 1975 : Jacques Mauclair au Théâtre des Célestins à Lyon ; avec Claude Jade (Hélène), François Beaulieu (Hector), Corinne Marchand (Andromaque), Laurent Malet (Troïlus), Claude Génia (Hécube)
- 1980 : Raymond Rouleau pour Antenne 2; avec Anny Duperey (Hélène), Lambert Wilson (Pâris), Pierre Santini (Hector), Geneviève Fontanel (Andromaque), Paul-Émile Deiber (Priam), Rosy Varte Hécube, Claude Piéplu (Démokos), Jean Piat (Ulysse), Michel Creton (Oïax)
- 1990 : mise en scène de Jean Danet. Saint-Calais : Tréteaux de France, 14-11-1990.

## La pièce

### Acte I
Durant les 4 scènes de l'acte I, l'intrigue s'expose sous les yeux des spectateurs. Hector rentre de la guerre, las, et apprend l'enlèvement d'Hélène par son frère Pâris. Se rendant compte de l'enjeu qu'elle représente et de la guerre contre les Grecs qui en découlera, il décide avec son épouse Andromaque de convaincre Pâris de la leur rendre. Celui-ci s'en remet à leur père et roi de Troie, Priam, qui acceptera seulement si Hélène consent elle-même à revenir en Grèce. À la scène 7, Pâris demande à celle-ci de refuser. Puis Hector interroge Hélène, qui tergiverse. L'acte I se termine par l'apparition de la Paix malade.

### Acte II
Devant les portes de la guerre, qui doivent être fermées en signe de paix, Hélène tente en vain de séduire Troïlus, le jeune fils de Priam.
À la scène 5, Hector consulte publiquement Busiris, « plus grand expert vivant du droit des peuples » alors de passage à Troie. Celui-ci mentionne trois incartades commises par les Grecs, qui, selon lui, offensent gravement Troie. Hector, pour qui « le droit est la plus puissante des écoles de l’imagination », estimant que « jamais poète n’a interprété la nature aussi librement qu’un juriste la réalité » somme Busiris d'employer ses talents à justifier au contraire que la situation exige d'éviter la guerre. Busiris refuse avec indignation, au nom de la Vérité. Mais sous la menace d'Hécube (empoisonnement) et d'Hector (emprisonnement), il imagine aussitôt de nouveaux arguments invalidant les trois premiers. Hector ordonne que l'on placarde dans la ville l'avis de Busiris et qu'on se prépare à recevoir Ulysse, non sans dépit de Demokos, qui déclare « Cela devient impossible de discuter l’honneur avec ces anciens combattants. Ils abusent vraiment du fait qu’on ne peut les traiter de lâches. ».
Oiax, Grec belliqueux, précède l'ambassade grecque menée par Ulysse. Il provoque Hector, qui veut absolument éviter la guerre et tourne habilement la situation à son avantage et à l'encontre de Démokos, le poète troyen belliqueux. Il y a durant ces trois scènes un comique de geste avec trois gifles. Hector gagne alors l'admiration d'Oiax. Puis arrive l'ambassade grecque et les dieux interviennent via Iris la messagère pour éloigner la foule. Hector et Ulysse sont ainsi en tête-à-tête, et ce dernier, qui apparaissait auparavant méfiant et antipathique, se montre pacifiste à son tour (il confie tout à la fin de l'entretien qu'Andromaque a le même battement de cils que Pénélope). Puis, alors qu'Hector croyait avoir gagné la paix, Oiax réapparait ivre et le provoque à nouveau. Démokos crie à la vengeance et Hector, à bout de nerfs, le tue avec son javelot. Avant de mourir, le poète hurle que c'est Oiax qui l'a tué et l'on déclare la guerre. Les portes de la guerre se rouvrent sur Hélène et Troïlus qui s'embrassent. La guerre de Troie aura donc lieu.

## Les camps
Durant la pièce se dessinent deux camps. Ceux qui veulent la paix et le départ d'Hélène sont Hector, Andromaque, Hécube, Cassandre et Ulysse (bien que ses intentions soient parfois troubles).